# 溪口泰麿
溪口 泰麿（たにぐち やすまろ、1904年（明治37年）3月10日 - 1992年（平成4年）11月3日）は、日本の海軍軍人、海上自衛官。最終階級は海軍大佐、海将。

## 経歴
漢学塾主・溪口廉造の四男として生まれる。兄は溪口豪介大佐（海兵41期）、妻は山下源太郎大将（海兵10期）の娘。広島高師付中を経て、海軍兵学校に進む。海兵（51期）及び海大（甲種33期）をともに恩賜組で卒業した。太平洋戦争中は大使館附武官補佐官としてドイツに駐在。1945年（昭和20年）4月13日、ソ連軍突入直前のベルリンで「出来得る限り多数の独潜水艦を東亜へ回航すべくドイツ側と折衝せよ」という本国訓令を受けた。ドイツ側と折衝したが、結論は「回航するだけの油がない」であった。
終戦後、帰国し、公職追放を経て、海上保安庁に入庁。「Y委員会」の委員補佐を務めた。また、艦船部長として米貸与艦船受入れ業務責任者であった。海上自衛隊では、横須賀地方総監、自衛艦隊司令、幹部学校長を歴任し、1960年（昭和35年）3月、退官。

## 年譜
- 1920年（大正9年）8月：海軍兵学校入校
- 1923年（大正12年）7月：海軍兵学校卒業（第51期）
- 1924年（大正13年）12月：海軍少尉任官
- 1926年（大正15年）12月：海軍中尉に進級
- 1928年（昭和03年）12月：海軍大尉に進級
- 1929年（昭和04年）11月：海軍水雷学校高等科卒業、駆逐艦「若竹」乗組
- 1930年（昭和05年）12月：重巡洋艦「古鷹」分隊長
- 1932年（昭和07年）2月：重巡洋艦「高雄」分隊長
- 1933年（昭和08年）12月：海軍大学校入校
- 1934年（昭和09年）11月：海軍少佐に進級
- 1935年（昭和10年）10月：海軍大学校卒業（甲種33期）卒業、「若竹」駆逐艦長
- 1937年（昭和12年）
  - 4月：海軍大学校選科学生、東京帝国大学法学部派遣
  - 7月20日：臨時軍令部出仕兼海軍省出仕[3]
- 1938年（昭和13年）8月10日：軍令部出仕兼海軍省出仕[4]
- 1939年（昭和14年）
  - 1月18日：「二見」艦長[5]
  - 8月24日：軍令部出仕[6]
  - 9月15日：ドイツ駐在[7]
  - 11月15日：海軍中佐に進級[8]
- 1940年（昭和15年）5月1日：ドイツ国在勤帝国大使館附武官補佐官[9]
- 1943年（昭和18年）10月25日：兼補海軍艦政本部造兵監督官[10]
- 1944年（昭和19年）5月1日：海軍大佐に進級[11]
- 1946年（昭和21年）3月31日：予備役に編入、横須賀地方復員局人事部部員[12]
- 1947年（昭和22年）6月4日：復員事務官を願いにより退官[13]
- 1951年（昭和26年）11月1日：海上保安官に任命（二等海上保安監）[14]
- 1952年（昭和27年）
  - 5月15日：海上警備官に任命、海上警備監補に叙される。海上警備隊横須賀地方監部次長[15]
  - 8月1日 :保安庁警備隊発足に伴い階級呼称を警備監補に改称。横須賀地方監部次長改め横須賀地方副総監
- 1953年（昭和28年）4月1日：第2代 横須賀地方総監
- 1954年（昭和29年）9月20日：海将に昇任、第2代 自衛艦隊司令兼第1護衛隊群司令
- 1956年（昭和31年）8月1日：海上自衛隊幹部学校長
- 1960年（昭和35年）3月16日：退官
- 1974年（昭和49年）4月29日：勲二等瑞宝章受章[16]
- 1992年（平成04年）11月3日：心不全のため東京都内の病院で逝去（享年88）。叙・正四位[17]

## 栄典
- 勲二等瑞宝章 - 1974年（昭和49年）4月29日